# プリティ・シュート!
『プリティ・シュート！』（原題: The Kicks）は、2015年に配信が開始されたアメリカ合衆国のテレビドラマ。毎回30分枠、全10話。

## 概要
ユース年代の女子サッカーを主題にした青春物語。本作はキッズカテゴリーであり、男子サッカー部員との交流も描かれているがドラマ中で恋愛描写はない。
原作はオリンピック金メダリストのアレックス・モーガンの著書である。なお、モーガンは第1話にカメオ出演している。
HDおよび4K/UHD版、吹替と字幕版がある。
公開情報上はシーズン1となっているが2018年1月時点でシーズン2以降は作成されていない。

## あらすじ
12歳の女の子、デビンは父親の転勤を機に両親と弟と共にコネチカット州からカリフォルニア州に引っ越してきた。移住前からサッカーをしていた彼女は転校先の女子サッカー部に入団することにしたものの新天地では他の家族ともどもすぐには馴染めずにいた。逆足精度の低さを理由にクラブチームの入団試験に落ち、チームメイトとの確執など紆余曲折ありながらも次第に溶け込むとリーダーシップを発揮しチームに欠かせない存在になっていく。ライバルチームとの決戦が迫る中、度が過ぎたイタズラを企てた報いに利き足を怪我してしまう。隠ぺいを試みるが怪我を隠し通すことができずに肝心の試合の先発を外れてしまう。その試合中の最後のチャンスで怪我を押して途中出場にこぎつけると、逆足の精度を練習で改善していたことが功を奏しゴールを決める。しかし無理がたたり、その場にうずくまってしまうのだった。

## 出演者
- デヴィン：シックス・オレンジ[2]　日本語吹替 - 山村響
- ミラベル：イザベラ・エーカーズ[2]　日本語吹替 - 森なな子
- ゾーイ：エミリ･クラッチフィールド[2]　日本語吹替 - 西島麻紘
- ベイリー：ゲイブ・エガーリング　日本語吹替 - 品田美穂
- エマ：ソフィア・ミトリ・シュロス　日本語吹替 - 北川里奈
- シャロン：モニカ・レイシー　日本語吹替 - 寺依沙織
- トム：ティム・マーティン・グリーソン　日本語吹替 - 本田裕之

## 評価
93%の顧客が五つ星の評価を, 97%以上の顧客が4つ星以上を付けた。

## エピソード
| 話数 | 原題（英語）                       | 日本語版の題名         |
| ---- | ---------------------------------- | ---------------------- |
| 1    | Pilot                              | 新たなスタート         |
| 2    | There's No I in Team               | チームへの裏切り       |
| 3    | You Win Some, You Lose Some        | 新コーチを探せ         |
| 4    | Choosing Sides                     | キャプテンの選択       |
| 5    | Take The Field                     | グラウンドは誰のもの？ |
| 6    | Head Games                         | ヘアバンドの呪い       |
| 7    | Go Big or Go Home                  | 友情の代償             |
| 8    | Breakaway                          | ミラベルを救え         |
| 9    | The Best Defense is a Good Offense | イタズラ大作戦         |
| 10   | No Pain, No Gain                   | シーズン最後の戦い     |